# Давид Митилинец
Давид Митилинец (на гръцки: Δαβίδ Μυτιληναίος) е православен духовник, митрополит на Охридската архиепископия от XVII век.

## Биография
Давид е роден в Митилини, откъдето носи и прякора си. Споменава се за пръв път като костурски митрополит в 1660 година. Споменава се на костурската катедра в декември 1665, 1666, 1667, 1668, 1671, 1676 година. Вероятно в 1677 година и преди 1685 година е заменен от Герасим Паладас. На 20 май 1682 година костурчаните, живеещи в Цариград, пишат до първенците в Костур да подкрепят „несправедливо наклеветения и преследван митрополит Давид“.
Ha 1 юни 1683 година или в 1685, 1686 или 1687 година той се явява пак на катедрата в Костур. Споменат е като митрополит в 1684, 1688, 1689, 1691 и 1693 година. Преди 14 ноември 1694 година поради старост подава оставката си и получава като пенсия Дебърската епископия. Споменат е на дебърската катедра на 7 април и 9 юли 1695 година.